# Cobra Triangle
Cobra Triangle es un videojuego de combate vehicular de carreras de 1988 desarrollado por Rare y lanzado por Nintendo para Nintendo Entertainment System. El jugador controla una lancha rápida equipada con armas a través de 25 niveles. Los objetivos incluyen ganar carreras, salvar nadadores y desactivar bombas. El juego también incluye power-ups y se muestra desde una perspectiva isométrica 3D con desplazamiento automático que sigue el movimiento del jugador. Los hermanos Stamper diseñaron el juego y David Wise escribió su banda sonora. Computer and Video Games elogiaron sus gráficos y jugabilidad. Los revisores posteriores elogiaron su nivel de diversidad y notaron sus similitudes gráficas con el anterior juego de Rare R.C. Pro-am. IGN y GamesRadar clasificaron a Cobra Triangle entre sus mejores juegos de NES. Este último considera Cobra Triangle como la estética de la era NES. También se incluyó en la compilación retrospectiva de Rare 2015 para Xbox One, Rare Replay.

## Jugabilidad
Cobra Triangle es un videojuego de carreras y combate de vehículos. El jugador compite en una lancha rápida equipada con un cañón contra otra embarcación. Las 25 etapas de dificultad graduada varían en objetivos: ganar carreras, salvar a nadadores y desactivar bombas. Algunos niveles terminan en peleas de jefe. En las carreras, la lancha motora debe evitar los obstáculos de la orilla del río y de la mitad del río mientras se sobrepasa un temporizador. El barco puede atacar a otros competidores, volar en el aire a través de rampas y recoger power-ups que mejoran sus armas y velocidad. En las carreras aguas arriba, el jugador navega en la lancha rápida para evitar troncos y remolinos. En las actividades de desactivación de bombas, el jugador mueve cuatro bombas protegidas a un sitio de detonación. En otro modo, el jugador debe destruir las embarcaciones maliciosas antes de arrastrar a los nadadores al borde del lago. Cualquier nadador arrastrado hasta la mitad debe ser devuelto manualmente al centro del lago. El jugador pierde una vida si no tiene éxito. Cobra Triangle se muestra desde una perspectiva isométrica en 3D y su pantalla se desplaza automáticamente a medida que la lancha rápida se mueve.

## Lanzamiento y recepción
Cobra Triangle fue desarrollado por Rare. Mark Betteridge y Tim y Chris Stamper diseñaron el juego y David Wise escribió su banda sonora. Nintendo lanzó Cobra Triangle en julio de 1988. Más tarde se incluyó en la compilación de Xbox One de agosto de 2015 de 30 títulos de Rare, Rare Replay.
En las revisiones contemporáneas, Jaz Rignall (Computer and Video Games) escribió con gran elogio los gráficos "convincentes", la jugabilidad suave y el valor de reproducción "adictivo". La revista seleccionó el juego como una recomendación. Mark Caswell (The Games Machine) estaba más frustrado por las secuencias de saltos en cascada. En una revisión retrospectiva, Skyler Miller (AllGame) apreció la diversidad de niveles. Los revisores notaron su similitud gráfica con R.C. Pro-Am, particularmente en su ángulo de cámara y modo de juego. Brett Alan Weiss (AllGame) puso a Cobra Triangle en el linaje de River Raid de 1982 para el Atari 2600. En comparación, ambos juegos tienen combate vehicular en bote mientras evitan la tierra. La vista de la cámara de Cobra Triangle es isométrica en lugar de sobre la cabeza, y su juego se centra más en las carreras que en el combate. IGN y GamesRadar nombraron a Cobra Triangle entre los mejores juegos de NES. Este último tenía "la mayor admiración" por Cobra Triangle de todo el catálogo de Rare. Pensaron que el juego envejeció bien y tipificaron la belleza de la era NES en su combate isométrico, mejoras y variedad de tipo de juego.